# Рашевский, Александр Ефимович
Александр Ефимович Рашевский (2 сентября 1908, Оренбургская область — 4 января 1977, Одесса) — командир батальона 513-го стрелкового полка 113-й стрелковой дивизии 7-й армии Северо-Западного фронта. Подполковник. Герой Советского Союза.

## Биография
Родился 2 сентября 1908 года в селе Нестеровка ныне Новосергиевского района Оренбургской области в крестьянской семье. Русский. Член ВКП(б)/КПСС с 1932 года. Образование неполное среднее. Работал в колхозе.
В Красной Армии с 1930 года. В 1936 году окончил Киевское пехотное училище.
Участник освободительного похода советских войск в Западную Украину и Западную Белоруссию 1939 года. Участник советско-финской войны 1939—1940 годов.
Батальон 513-го стрелкового полка под командованием старшего лейтенанта Александра Рашевского 8 февраля 1940 года овладел железнодорожной станцией Соммээ и оборонял её, а 24 февраля 1940 года занял важную высоту. Был ранен, но остался в строю.
Указом Президиума Верховного Совета СССР от 21 марта 1940 года «за образцовое выполнение боевых заданий командования на фронте борьбы с финской белогвардейщиной и проявленные при этом отвагу и геройство» старшему лейтенанту Рашевскому Александру Ефимовичу присвоено звание Героя Советского Союза с вручением ордена Ленина и медали «Золотая Звезда».
Участник Великой Отечественной войны с июня 1941 года. После войны продолжал службу в Советской Армии. С 1954 года подполковник Рашевский — в запасе, а затем в отставке. Жил в городе-герое Одессе. Скончался 4 января 1977 года. Похоронен в Одессе на Таировском кладбище.
Награждён орденом Ленина, орденами Красного Знамени, Красной Звезды, медалями.